# Les Voivres
Les Voivres település Franciaországban, Vosges megyében. Lakosainak száma 285 fő (2022. január 1.). Les Voivres La Chapelle-aux-Bois és La Vôge-les-Bains községekkel határos.

## Népesség
A település népességének változása:
| Lakosok száma | 336  | 320  | 325  | 310  | 304  | 298  | 292  | 290  | 285  |
|               | 2013 | 2015 | 2016 | 2017 | 2018 | 2019 | 2020 | 2021 | 2022 |